# Dani Kiki
Dani Ajman Kiki (in bulgaro Дани Айман Кики?, in arabo داني ايمن كيكي‎?; Plovdiv, 8 gennaio 1988) è un ex calciatore bulgaro, di ruolo centrocampista.

## Biografia
Ha origini arabe, di padre siriano e madre bulgara.

## Carriera

### Club
Nel 2006 debutta con la maglia del Lokomotiv Plovdiv.

### Nazionale
Ha rappresentato più volte la nazionale bulgara Under-21.